# Witte lijnbladroller
De witte lijnbladroller (Celypha tiedemanniana) is een vlinder uit de familie bladrollers (Tortricidae). De wetenschappelijke naam is voor het eerst geldig gepubliceerd in 1845 door Zeller.
De soort komt voor in Europa.